# S-VHS

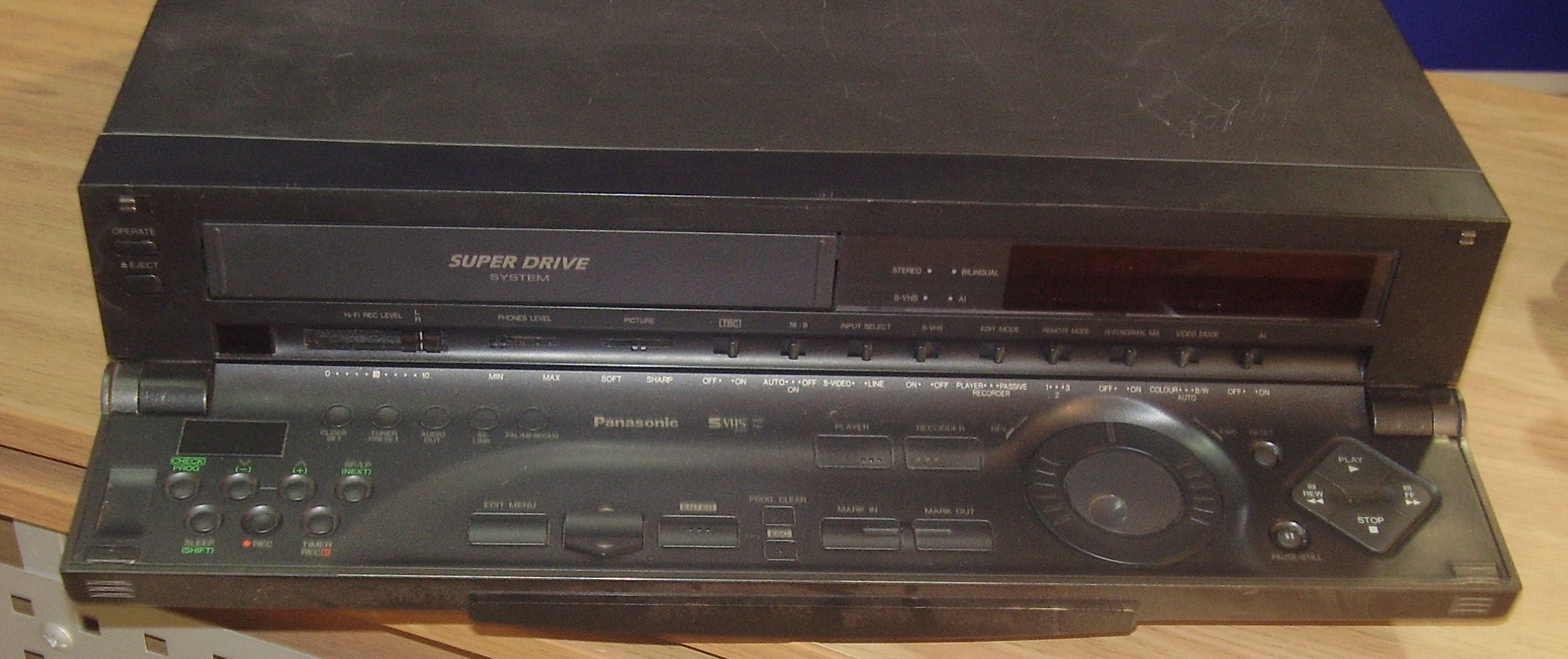
Grabadora S-VHS

El Súper VHS o S-VHS fue introducido en Japón en junio de 1987 y varios meses después en Norteamérica, Asia y algunos países europeos. Es una versión mejorada del estándar VHS para grabadores de videocasetes masivos.

## Detalles técnicos
Tal como VHS, el formato S-VHS utiliza un esquema de modulación "color under", lo que corresponde a modular las señales de crominancia que aparecen en las regiones superiores del espectro a una posición bajo la señal de luminancia. S-VHS mejora la resolución de la luminancia incrementando la portadora de luminancia desde 3 MHz a 5.4 MHz. Esto produce un 60% de mejora en (luminancia) el detalle de la imagen, o una resolución horizontal de 420 líneas por altura de imagen frente a las 240 líneas en VHS convencional. La resolución horizontal de "sobre 400" comúnmente citada se traduce en que S-VHS captura mayor detalle en la imagen que incluso la televisión NTSC por radiodifusión o cable analógico, la cual se encuentra limitada a alrededor de 330 líneas. En la práctica, cuando se graban programas de televisión en equipamiento S-VHS, la mejora sobre VHS es bastante notoria. Sin embargo, el ojo entrenado puede fácilmente notar la diferencia entre una transmisión de televisión en vivo y la grabación S-VHS de esta. Esto se explica por la falla de S-VHS en mejorar otros aspectos importantes de la señal de vídeo, especialmente la señal de crominancia. En VHS, la portadora de crominancia está severamente limitada en ancho de banda y es bastante ruidosa, una limitación que S-VHS no resuelve. La pobre resolución en color fue una deficiencia compartida por los contemporáneos al S-VHS (Hi8, ED-Beta), los cuales todos estaban limitados a 0.4 MHz o 30 líneas de resolución.
En términos de grabación de audio, S-VHS retiene las pistas de audio lineal (banda base) y de alta fidelidad (AFM) utilizadas en el formato VHS. Debido a que ambas se mantienen, la pista de audio lineal entrega calidad de sonido solo algo mejor que una radio AM. La pista de audio de alta fidelidad es idéntica a la del VHS: una señal AFM (audio modulado en frecuencia) se inserta entre las dos portadoras de la señal de video y se graba en una capa más baja en la cinta, literalmente bajo las señales de video. Esto entrega excelente fidelidad de audio, acercándose a la calidad de CD. Además, algunos equipos S-VHS profesionales pueden grabar una pista digital PCM (estéreo 48 kHz), en conjunto con video normal y audio de alta fidelidad analógico.
Casi todos las videograbadora S-VHS son retrocompatibles con las cintas VHS, lo que significa que el equipamiento S-VHS es totalmente funcional como una unidad tradicional de reproducción/grabación VHS. Los VCR VHS más antiguos no pueden ver grabaciones S-VHS. Muchos nuevos VCR VHS ofrecen una característica llamada S-VHS quasi-playback (SQPB). SQPB permite que reproductores VHS puedan leer (pero no grabar) grabaciones S-VHS, aunque a niveles de calidad VHS. Esta característica es útil para ver cintas S-VHS-C del tipo camcorder.
En modo de grabación, los VCR S-VHS requieren cintas S-VHS, las cuales poseen una formulación de óxido diferente para tener una mayor coercitividad magnética. (Como nota, la mayoría de los VCR S-VHS pueden realizar grabaciones VHS en cintas S-VHS, así como también VCR VHS convencionales pueden grabar en cintas S-VHS. Ambas funciones son útiles para duplicación en bajo volumen y alta calidad). Finalmente, los modelos de VCR S-VHS ofrecen una capacidad de grabación denominada S-VHS ET. Esta capacidad permite grabación cercana al nivel del S-VHS en cintas VHS convencionales, ofreciendo una forma económica para tener una mejor calidad de imagen en cintas VHS antiguas. Las grabaciones S-VHS ET se pueden visualizar en la mayoría de los VCR VHS SQPB y VCR S-VHS no ET.

### Comparación con otros medios
A continuación se presenta una lista de mediciones del tipo digital modernas (y resoluciones horizontales análogas) para varios medios. La lista solo incluye formatos populares, no formatos raros, y todos los valores son aproximados (redondeados al entero 10 siguiente), debido a que la calidad actual puede variar de máquina a máquina o de cinta a cinta. Para facilidad de comparación todos los valores son para el sistema NTSC, y se presentan en orden ascendente desde la más baja calidad a la calidad más alta.
Formatos analógicos (Todos 625 líneas verticales en PAL, 575 visibles):
Por video compuesto:
- 250 líneas horizontales de luminancia: Umatic (Baja banda), Betamax, VHS, Video8
- 300 líneas horizontales de luminancia: Super Betamax
- 330 líneas horizontales de luminancia: Transmisión analógica
- 420 líneas horizontales de luminancia: S-VHS, LaserDisc, Hi8
- 500 líneas horizontales de luminancia: Betamax de definición mejorada

Por componentes:
- Betacam (profesional) (Sony UVW-1800)
- Luminancia: 25Hz to 5.0MHz +1.0/-4.0dB
- Crominancia: 25 to 1.5MHz +1.0/-4.0dB
- S-VHS (JVC BR-S822E)

Sobre 400 líneas horizontales de luminancia 
Formatos digitales:
- 352×288 (En PAL 575 líneas verticales pero campos par e impar idénticos y 352 líneas horizontales): Video CD
- 720×576 (720 líneas horizontales y 576 verticales en PAL): DVD, miniDV, Digital8, Digital Betacam (profesional)
- 720×480 (720 líneas horizontales y 480 verticales en NTSC pero luego dependerá del formato de la película las líneas que estén en negro): Widescreen DVD (anamorphic)
- 1280×720 (720 líneas): HDV (cinta miniDV), D-VHS, HD DVD, Blu-ray
- 1440×1080 (810 líneas): HDV (cinta miniDV),[2] HDCAM
- 1920×1080 (1080 líneas): HD DVD, Blu-ray, D-VHS, HDCAM SR (profesional)

## Sombra del VHS
A pesar de su designación como el sucesor lógico del VHS, el S-VHS no llegó a estar cerca de sustituir al VHS. El S-VHS no consiguió lograr una cuota de mercado significativa; por varias razones, los consumidores no estaban interesados en pagar más por una mayor calidad de imagen. Asimismo, los alquileres de S-VHS y las ventas de películas tuvieron poco éxito. Algunas películas ya grabadas fueron lanzadas en S-VHS, pero la pobre aceptación del mercado llevó a los estudios a trasladar sus productos de gama alta de S-VHS a Laserdisc.
En el papel de videocámara, el formato más pequeño de videocámara (S-VHS-C) gozó de éxito limitado entre los usuarios de vídeo caseros. Era más popular para la industria vídeo aficionada, pues permitió que por lo menos copias de segunda generación (necesarias para edición) fueran hechas a una calidad razonable. JVC, Panasonic y Sony han vendido equipos industriales de S-VHS para producción de uso aficionado y semi-profesional. La televisión comunitaria, estaciones locales de cable y otros usos de bajo presupuesto han hecho un uso extenso del formato S-VHS, tanto para la adquisición y la edición de estudio que le sigue, pero los estudios de las cadenas evitaron en gran parte al S-VHS, debido a que los descendientes del formato Betacam más costoso ya se habían convertido en un estándar de hecho en la industria. S-VHS-C compitió directamente con Hi8, este último ofreciendo casetes más pequeños y un tiempo en marcha más largo y en última instancia vendiéndose mucho mejor.
Hasta 2007, videograbadoras S-VHS con destino al consumidor aún estaban disponibles, pero son difíciles de encontrar en tiendas al por menor. Los fabricantes más grandes de VCR, tales como Matsushita (Panasonic) y Mitsubishi, se están moviendo gradualmente hacia los grabadores de DVD y DVR basados en disco duro. Las unidades combinadas DVD/VCR raramente ofrecen S-VHS, solamente VHS. En el mercado masivo de videocámaras para consumidores, las videocámaras de DV y de DVD han eliminado en gran parte las videocámaras de S-VHS-C, confinando el formato a un lugar pequeño en el extremo más inferior del mercado. Las videocámaras digitales superan generalmente a las unidades de S-VHS-C en la mayoría de los aspectos técnicos: calidad audio/video, tiempo de grabación, duplicación sin pérdidas, y tamaño. Las videocintas mismas están disponibles, es su mayoría por correo o en línea, pero están siendo cada vez más raras en canales al por menor, y substancialmente más costosas que medios de alta calidad VHS estándares.

## S-VHS contra ED-Beta
Poco después del anuncio de S-VHS, Sony respondió con un aviso del Betamax de definición extendida (ED-Beta). S-VHS era el estándar de JVC de la siguiente generación diseñado para dominar al formato competidor SuperBeta (que ya ofrecía mejor calidad que VHS). Sin darse por vencidos, Sony desarrolló ED-Beta como su competidor de siguiente generación a S-VHS.
En términos de desempeño de video, ED-Beta ofreció incluso más ancho de banda de luminancia que S-VHS: 500 líneas de resolución horizontal por altura de la imagen versus las 420 líneas de S-VHS o Laserdisc, poniendo ED-Beta casi a la par con formatos de video digital profesionales (520 líneas). Sin embargo, el desempeño de crominancia fue mucho menos espectacular, ya que ni S-VHS ni ED-Beta excedieron los 0.4 megahertz o ~30 líneas máxima, mientras que la señal aérea NTSC tiene una resolución de crominancia de ~120 líneas, y DVD tiene una resolución de crominancia de ~240 líneas. S-VHS fue utilizado en algunas estaciones de TV para captura económica "en el sitio" de noticias en desarrollo, sin embargo no era apropiado para uso multi generacional (estudio).
En términos de desempeño de audio, ambos VHS y Beta habían ofrecido audio estéreo análogo de alta fidelidad de calidad espectacular. En vez de reinventar la rueda, tanto S-VHS y Beta reutilizaron los esquemas AFM de sus predecesores sin cambios. Equipos S-VHS profesionales ofrecieron audio PCM digital, una característica no igualada por los sistemas ED-Beta.
En EE. UU., el mercado de consumidor masivo ignoró en gran parte el lanzamiento del S-VHS. Con el mercado de Betamax ya en aguda declinación, una "guerra de formatos" para la siguiente generación de video simplemente no se materializó. Sony discontinuó la línea de producto ED-Beta en el mercado estadounidense luego de menos de dos años, entregándole una victoria por defecto a S-VHS, si es que se puede llamar así. (Los sistemas VHS continuaron siendo líderes en ventas luego del fin del ciclo de vida de los VCR)
Hay evidencia anecdótica que algunas estaciones de la TV compraron equipamiento ED-Beta como alternativa de bajo costo a equipo Betacam profesional, incitando la especulación que la gerencia de Sony tomó medidas para evitar que su división de consumidor (ED-Beta) compitiera con las ventas de su división profesional de video más lucrativa. Sin embargo, está claro para todos que en el momento de la introducción de ED-Beta, VHS ya había ganado una victoria decisiva, y ninguna cantidad de competencia a nombre de ED-Beta habría podido recuperar el mercado de video casero.

## Uso casero

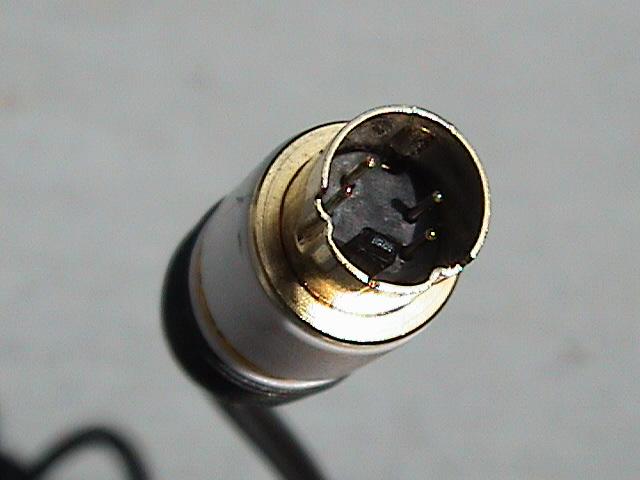
Conectores de S-Video

Para conseguir el mayor beneficio de S-VHS, se requiere una conexión de video directa al monitor, idealmente a través de una conexión S-Video o de video por componentes. Sin embargo, el equipamiento casero S-VHS estaba comúnmente limitado a conexiones S-Video o entradas compuestas, con viejos receptores de TV que tampoco tenían entradas S-Video. No obstante, visualizar una grabación S-VHS a través del modulador de radiofrecuencia integrado en el reproductor proporciona una mejora apreciable de calidad percibida respecto a VHS. Desde el fin de los 1990, el renombre creciente de S-VHS y otros formatos, tales como DVD, ha hecho comunes las conexiones S-Video y de video por componentes en muchos aparatos de TV.
No es inusual ver el término S-VHS usado incorrectamente para referirse a los conectores de S-Vídeo (también llamados "conectores de Y/C"), incluso en material impreso. Esto puede ser debido a que S-VHS es uno de los productos para el consumidor más comunes equipados con conectores Y/C; sin embargo, los conectores Y/C ahora son comunes en muchos dispositivos de vídeo americanos y japoneses diferentes a grabadores de cintas de video: reproductores DVD y grabadores, videocámaras MiniDV, set-top boxes de cable/satélite, tarjetas de video, consolas de videojuegos, y aparatos de TV propiamente. Mientras que la "S-" en "S-VHS" corresponde a "super", la "S-" en "S-Video" indica "separadas", en referencia a la forma en que las señales de luminancia y crominancia son transmitidas a través del cable.

## Uso para audio digital
En 1991, Alesis introdujo ADAT, un sistema de grabación de 8 pistas digital utilizando S-VHS como medio. Una máquina A-dat puede grabar 8 pistas de material de audio sin comprimir en una resolución de 16-bit (posteriormente 20-bit). El tiempo de grabación es un tercio de la reproducción nominal de un casete. Esto implica que un casete S-VHS de 120 minutos puede almacenar 40 min de grabación Adat.